# Keg

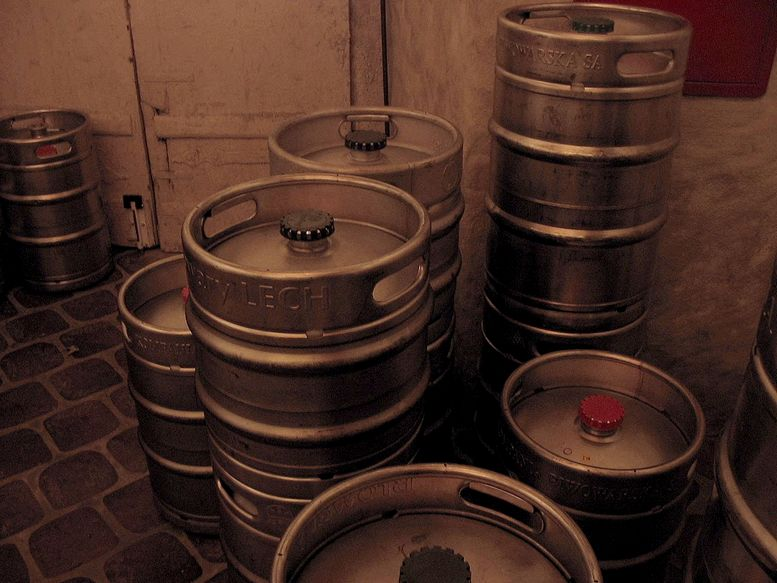
Beczki typu keg

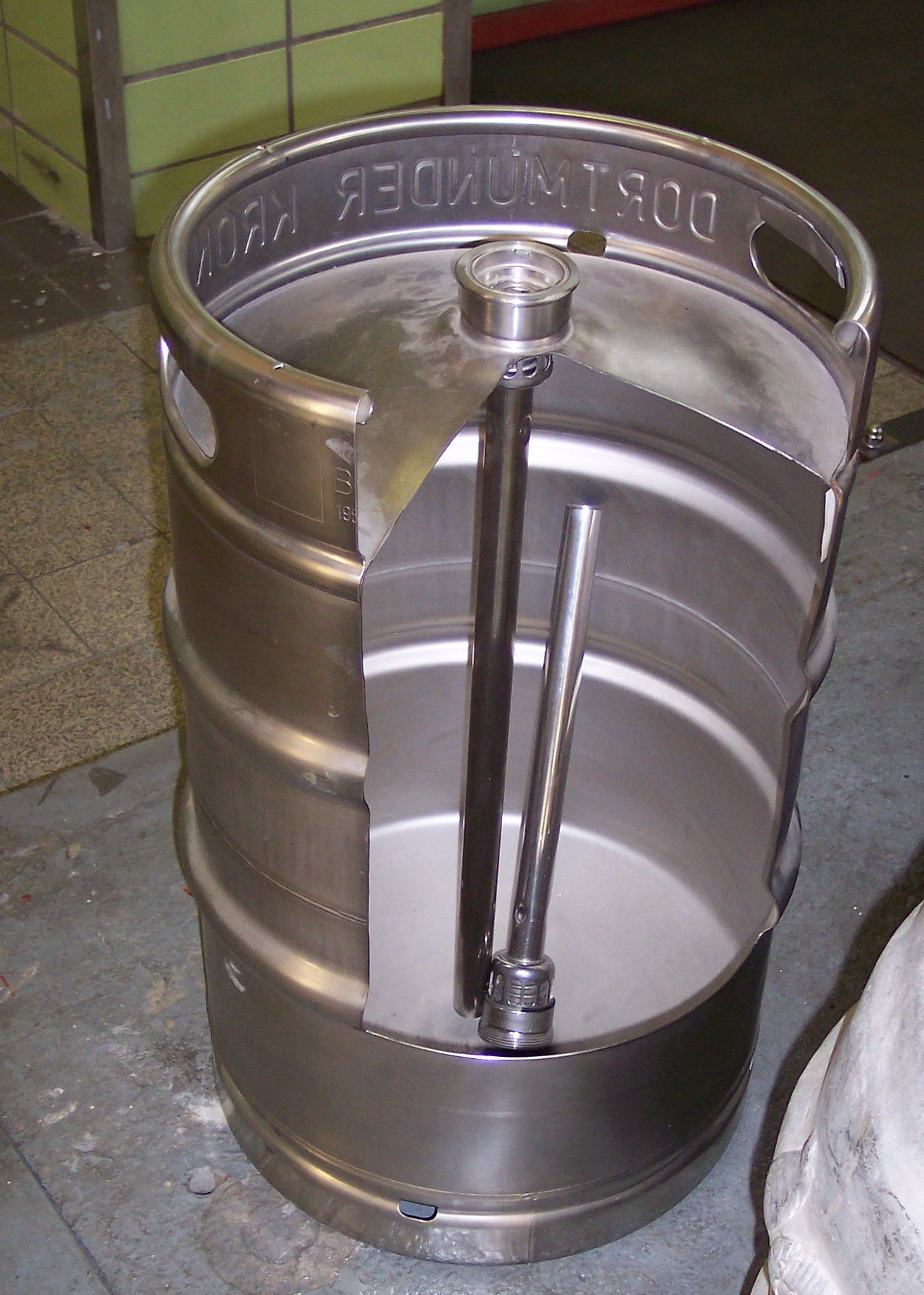
Keg w przekroju

Keg – typ beczek wykonanych ze stali nierdzewnej, stosowanych do przechowywania piwa lub innych cieczy spożywczych (np. oranżady). Konstrukcja wytrzymuje podwyższone ciśnienie – opróżnianie kegi odbywa się przez podłączenie sprężonego gazu (zwykle dwutlenku węgla), który wypycha ciecz.
Dawniej pojęcie to oznaczało małą beczkę wytwarzaną przez bednarza i stosowaną do transportu materiałów drobnicowych, takich jak np. gwoździe. 
| zawartość | DIN-Keg       | Euro-Keg      |
| --------- | ------------- | ------------- |
| 50 l      | ⌀381 × 600 mm | ⌀408 × 532 mm |
| 30 l      | ⌀381 × 400 mm | ⌀408 × 365 mm |
| 25 l      | -             | ⌀395 × 327 mm |
| 20 l      | ⌀363 × 310 mm | ⌀395 × 216 mm |